# 新格拉納達總督轄區
新格拉納達（西班牙語：Virreinato de la Nueva Granada）是西班牙在南美洲北部殖民地从1717年开始的名称，它的领域相当于今天的巴拿马、哥伦比亚、厄瓜多尔和委内瑞拉。19世纪南美洲的独立运动结束了这个殖民地政府。除南美洲大陆地区外这个殖民地政府还对厄瓜多尔、圭亚那、巴拿马、千里达及托巴哥和委内瑞拉的地方政府有管理权。除此之外今天的巴西和秘鲁的部分地区也属于新格拉納達的管理。

## 历史
16世纪在波哥大设立了一个审判庭和新格拉纳达王国，当时这个王国的总督仅松松地服从位于秘鲁利马的总督。由于这两个首府之间的通讯非常慢，因此1717年设立了不服从利马的新格拉纳达殖民地（其中短暂中断，后于1739年重建）。本来属于其它殖民政府管理的厄瓜多尔、委内瑞拉和巴拿马后来也归属这个殖民政府管理。这使得波哥大成为西班牙在新大陆的三个主要管理中心（另外两个为利马和墨西哥城）。虽然西班牙偶尔试图加强对波哥大的统治，但是实际上其统治不十分有效。
由于南美洲北部地形复杂多变，而道路又非常缺乏，这使得在殖民地内交通非常糟糕。为了适当地统治边缘地区在加拉加斯和基多设立了服从波哥大的地方政府。一些分析家认为它们反应了当地的传统区别，最后它们也加固了这些地方传统的不同。最后西蒙·玻利瓦尔的统一企图也未能克服这些区别。

## 人口
估计1819年新格拉納達的人口为434.5万人。

## 重要城市
按照人口排列

| - 1 - 波哥大 - 2 - 加拉加斯 - 3 - 基多 - 4 - 卡塔赫纳 | - 5 - 巴拿马城 - 6 - 昆卡 - 7 - 波帕扬 - 8 - 通哈 |

## 独立后
在1819年至1822年间经过一系列军事和政治斗争新格拉納達实际上从西班牙独立，成为大哥倫比亞共和國。
后来厄瓜多尔和委内瑞拉独立后在首都波哥大附近成立了一个新格拉纳达共和国。这个共和国从1831年至1856年存在。后来的保守派人士喜欢自称为“新格拉纳达”，後來改名為今哥倫比亞。
今天哥伦比亚周围国家的一些人依然称哥伦比亚人为“新格拉纳达人”（neogranadinos）。